# Vệ tinh tự nhiên của Sao Hỏa
Sao Hỏa có hai tiểu vệ tinh, Phobos và Deimos, được cho là các tiểu hành tinh bị bắt giữ. Cả hai được Asaph Hall phát hiện năm 1877, được đặt tên theo các nhân vật Phobos (nỗi sợ) và Deimos (khủng bố/cái chết), trong thần thoại Hy Lạp, những người hộ tống cha của họ là Ares (còn gọi là Mars ở Roman), thần chiến tranh, trong cuộc chiến.

## Lịch sử

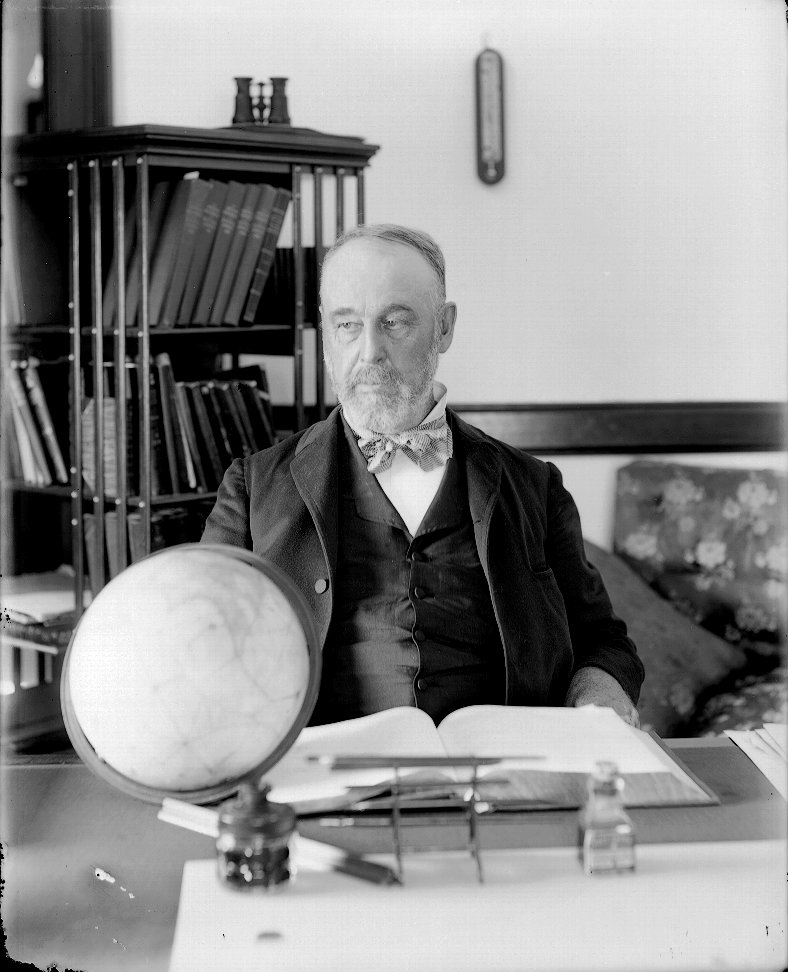
Asaph Hall, người phát hiện hai vệ tinh của Sao Hỏa.

Hai vệ tinh của Sao Hỏa, Phobos và Deimos, được phát hiện năm 1877 khi nhà thiên văn người Mỹ Asaph Hall đã xác định chúng sau một thời gian dài nghiên cứu, dù sự tồn tại của chúng đã được suy đoán trước đó.

### Suy đoán ban đầu
Khả năng về các vệ tinh của Sao Hỏa đã được đưa ra rất lâu trước phát hiện của Hall. Nhà thiên văn Johannes Kepler (1571-1630) thậm chí còn dự đoán chính xác số lượng của chúng, mặc dù còn thiếu logic, ông cho rằng: nếu Sao Mộc có bốn vệ tinh đã biết, Trái Đất có một, thì điều tất nhiên là Sao Hỏa phải có hai.

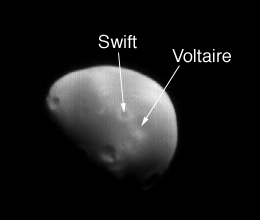
Hai miệng hố Swift và Voltaire trên Deimos

Có lẽ được truyền cảm hứng từ Kepler, tiểu thuyết trào phúng của Jonathan Swift Gulliver du ký (1726) đã đề cập đến hai vệ tinh trong phần 3, chương 3 ("Voyage to Laputa"), khi các nhà thiên văn của Laputa mô tả rằng đã phát hiện ra hai vệ tinh của Sao Hỏa có khoảng cách của quỹ đạo gấp 3 đến 5 lần đường kính Sao Hỏa, và có chu kì lần lượt là 10 và 21,5 giờ. Trong thực tế, khoảng cách và chu kỳ quỹ đạo của Phobos và Deimos lần lượt gấp 1,4 và 3,5 đường kính Sao Hỏa, và 7,6 và 30,3 giờ, không gần với các vệ tinh hư cấu của Swift. Truyện ngắn viết thập niên 1750 của Voltaire Micromégas, về một du khách ngoài hành tinh đến Trái Đất, cũng đề cập đến hai vệ tinh của Sao Hỏa. Voltaire có lẽ chịu ảnh hưởng bởi Swift. Để ghi nhận về 'sự suy đoán' của họ, hai miệng hố trên Deimos được đặt tên là Swift và Voltaire.

### Phát hiện

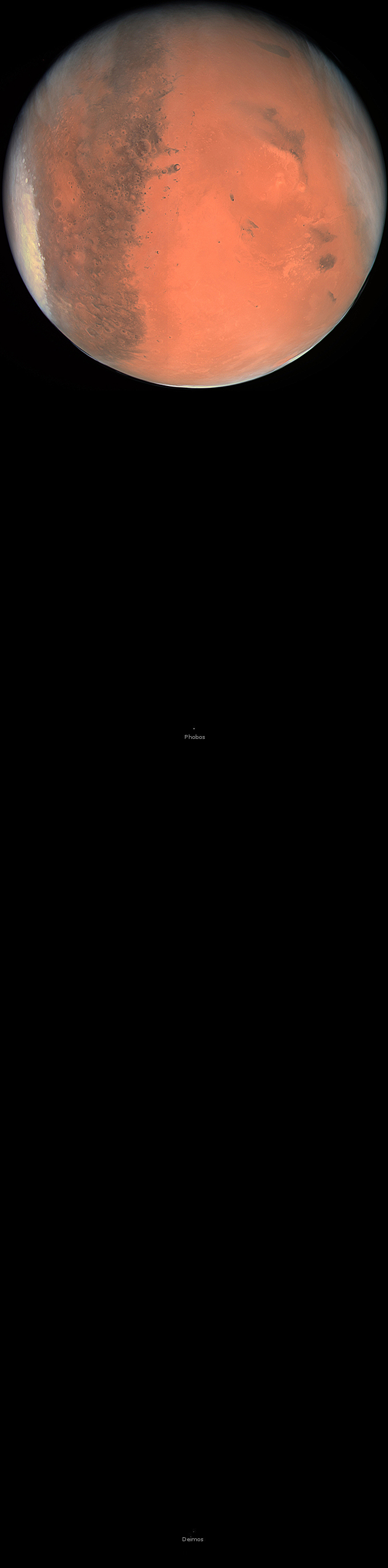
Kích thước và khoảng cách tương đối giữa Sao Hỏa, Phobos và Deimos theo tỉ lệ

Hall đã phát hiện ra Deimos ngày 12 tháng 8 năm 1877 lúc 07:48 UTC và Phobos ngày 18 tháng 8, 1877, ở Đài thiên văn Hải quân Hoa Kỳ tại Washington, D.C., lúc 09:14 GMT (các nguồn đương thời, sử dụng quy ước thiên văn trước 1925 rằng ngày bắt đầu vào buổi trưa, khiến thời gian phát hiện chúng tương ứng là 11 tháng 8, 14:40 và 17 tháng 8 năm 16:06 Giờ trung bình Washington). Vào lúc đó, ông đang tìm kiếm các vệ tinh Sao Hỏa có chủ đích. Hall đã từng quan sát thấy một vệ tinh của Sao Hỏa và ngày 10 tháng 8, nhưng vì thời tiết xấu, ông không thể xác nhận chính xác chúng mãi cho đến sau này.

Hall ghi lại sự khám phá của ông về Phobos trong cuốn sổ tay của ông như sau:
| “ | Tôi lặp lại kiểm tra vào lúc sớm của đêm 11 tháng 8, và một lần nữa không tìm thấy điều gì, nhưng sau đó vài tiếng tôi tìm thấy một vật thể mờ ở bên cạnh và một vật thể nhỏ ở phía bắc của hành tinh. Tôi đã có ít thời gian để có thể đảm bảo quan sát chính xác được vị trí của nó trước khi sương mù từ sông cản trở lại công việc. Lúc này đã là 2 giờ 30 phút sáng của đêm ngày 11. Thời tiết mây mù diễn ra trong một vài ngày sau đó. Vào ngày 15 tháng 8 thời tiết có vẻ sáng sủa hơn, tôi đã ngủ lại ở đài quan sát. Bầu trời sáng trở lại sau một cơn bão lúc 11 giờ và việc tìm kiếm được nối lại. Tuy vậy, khí quyển vẫn ở trong tình trạng xấu và Sao Hỏa trở lên lấp lánh và không ổn định do vậy mà không thể quan sát được các vật thể ở gần được, chúng bị ẩn đi khi ở gần hành tinh. Vào ngày 16 tháng 8 vật thể được tìm lại một lần nữa về phía sau của hành tinh, và các quan sát của đêm đó cho thấy rằng nó đang di chuyển cùng với hành tinh, nếu nó là một vệ tinh, nó ở gần góc ly giác của Sao Hỏa. Cho đến lúc này tôi vẫn chưa nói cho mọi người ở trong đài quan sát về việc tìm kiếm của tôi đối với các vệ tinh của Sao Hỏa, nhưng khi tôi rời đài quan sát sau những quan sát vào ngày 16, lúc này là khoảng 3 giờ sáng, tôi đã kể với trợ lý của tôi, George Anderson, và đã chỉ cho anh ta thấy thiên thể này, và tôi nghĩ rằng tôi đã tìm thấy một vệ tinh của Sao Hỏa. Tôi đã nói với anh ta là phải giữ im lặng vì tôi không muốn nói ra bất kì thứ gì cho đến khi quan sát đã được khẳng định. Anh ta nói không sao, nhưng chuyện này thật là tuyệt và tôi sẽ giữ kín. Vào ngày 17 tháng 8 vào khoảng lúc giữa 1 và 2 giờ, khi tôi đang xử lý các quan sát của mình thì giáo sư Newcomb đến phòng của tôi để ăn bữa trưa và tôi đã chỉ ông thấy các đo đạc của tôi về một thiên thể mờ gần Sao Hỏa và chứng tỏ nó đang di chuyển cùng với hành tinh này. Vào ngày 17 trong khi đang đợi và quan sát mặt trăng bên ngoài, mặt trăng bên trong đã được phát hiện ra. Các quan sát trong ngày 17 và 18 đã thu được các đặc tính của các thiên thể này và sự khám phá đã được loan báo ra đại chúng bởi Đô đốc Rodgers. | ” |

Tên của chúng, ban đầu được viết là Phobus và Deimus, được đề xuất bởi Henry Madan (1838–1901), Thạc sĩ khoa học của Eton, dựa trên Book XV của trường ca Iliad, nơi Ares triệu tập hai nhân vật Phobos và Deimos.

### Trò chơi khăm về vệ tinh của Sao Hoả
Năm 1959, Walter Scott Houston bày ra một trò chơi khăm nhân ngày Cá tháng tư trong ấn bản Tháng tư của Great Plains Observer, tuyên bố rằng"Tiến sĩ Arthur Hayall ở Đại học Sierras ghi nhận rằng các vệ tinh của Sao Hoả là các vệ tinh nhân tạo thực sự". Cả Tiến sĩ Hayall và Đại học Sierras đều là hư cấu. Trò chơi khăm nhận được sự chú ý của thế giới khi tuyên bố của Houston được nhắc lại, một cách nghiêm túc, bởi một nhà khoa học Liên Xô, Iosif Shklovsky.

### Nghiên cứu gần đây
Các cuộc tìm kiếm về các vệ tinh khác được tiến hành. Gần đây, Scott S. Sheppard và David C. Jewitt đã nghiên cứu quyển Hill của Sao Hoả để tìm kiếm các vệ tinh dị hình. Phạm vi tìm kiếm gần như toàn bộ quyển Hill. Không có một vệ tinh mới nào được tìm thấy trong giới hạn biểu kiến cấp sao đỏ 23,5, tương đương với đường kính 0,09 km áp dụng suất phản chiếu khoảng 0,07.

## Đặc điểm
Nếu nhìn từ bề mặt của Sao Hỏa tại gần đường xích đạo của nó, toàn bộ Phobos nhìn bằng một phần ba độ lớn của Trăng tròn khi nhìn từ Trái Đất. Phobos có đường kính góc từ 8.5
' (lúc mọc) đến 12' (trên đỉnh đầu). Nó nhìn nhỏ hơn khi một người quan sát đứng cách xa đường xích đạo của Sao Hỏa, và hoàn toàn không thể nhìn thấy nó (Phobos ở phía dưới đường chân trời) nếu đứng ở phần mũ băng ở cực của Sao Hỏa. Deimos nhìn giống như một ngôi sao sáng hoặc một hành tinh nếu nhìn từ bề mặt của Sao Hỏa, nó chỉ hơi lớn hơn Sao Kim một chút nếu nhìn Sao Kim từ Trái Đất; nó có đường kính góc vào khoảng 2'. Trong khi đó đường kính góc của Mặt Trời nếu nhìn từ Sao Hỏa là 21'. Do vậy sẽ không có hiện tượng nhật thực trên Sao Hỏa, do các mặt trăng của nó quá nhỏ để có thể che khuất được Mặt Trời. Mặt khác, nguyệt thực toàn phần của Phobos lại rất hay xảy ra, và hầu hết diễn ra vào ban đêm.
Chuyển động của Phobos và Deimos trông rất khác so với chuyển động của Mặt Trăng. Phobos nhanh chóng mọc lên ở phía tây, lặn ở phía đông, và mọc lại một lần nữa chỉ sau mười một giờ, trong khi đó Deimos, chỉ nằm hơi bên ngoài của một quỹ đạo đồng bộ, chờ đợi nó mọc lên ở phía đông nhưng lại rất chậm. Mặc dù chu kì quỹ đạo của nó là 30 giờ, nó phải mất tới 2,7 ngày để lặn ở đằng tây khi nó hạ chậm dần xuống do sự quay của Sao Hỏa, và phải đợi lâu nữa nó mới mọc trở lại.
Cả hai mặt trăng bị khóa thủy triều, luôn luôn quay một mặt hướng về Sao Hỏa. Vì sự di chuyển của Phobos trên quỹ đạo nhanh hơn tốc độ tự quay của Sao Hỏa, lực thủy triều là chậm hơn nhưng giảm dần ổn định theo bán kính quỹ đạo của Phobos. Trong tương lai, tại một số điểm khi nó tiếp cận đến gần Sao Hỏa (xem giới hạn Roche), Phobos sẽ bị phá vỡ ra do lực thủy triều. Có một vài dải hố thiên thạch trên bề mặt Sao Hỏa, nghiêng xa dần từ đường xích đạo thì tuổi của các hố thiên thạch càng lớn hơn, cho thấy có khả năng một vài mặt trăng nhỏ đã trải qua giai đoạn bị phá hủy giống như Phobos sẽ phải trải qua, và cũng vì thế mà toàn bộ lớp vỏ Sao Hỏa bị dịch chuyển giữa các sự kiện này. Deimos, mặt khác nó lại ở quá xa vì vậy mà quỹ đạo của nó đang bị đẩy ra xa dần, giống như trường hợp của Mặt Trăng của chúng ta.
- Kính thiên văn đã sử dụng để phát hiện ra các vệ tinh của Sao Hỏa
- Bầu trời đêm trên Sao Hoả thể hiện Deimos (trái) và Phobos (phải) phía trước Sagittarius, được chụp bởi tàu tự hành thám hiểm Sao Hoả Spirit vào 26 tháng 8 năm 2005
- Hình ảnh so sánh giữa Phobos (phía trên) và Deimos (phía dưới).

### Chi tiết quỹ đạo
| Tên và cách phát âm | Tên và cách phát âm | Tên và cách phát âm | Hình ảnh | Đường kính (km)        | Khối lượng (kg) | Bán trục lớn (km) | Chu kỳ quỹ đạo (giờ) | Chu kỳ trăng mọc trung bình (giờ, ngày) |                                            |
| ------------------- | ------------------- | ------------------- | -------- | ---------------------- | --------------- | ----------------- | -------------------- | --------------------------------------- | ------------------------------------------ |
| Mars I              | Phobos              | /ˈfoʊbəs/ FOE-bəs   |          | 22.2 km (27×21.6×18.8) | 1.08×1016       | 9 377 km          | 7.66                 | 11.12 giờ (0.463 ngày)                  |                                            |
| Mars II             | Deimos              | /ˈdaɪməs/ DYE-məs   |          | 12.6 km (10×12×16)     | 2×1015          | 23 460 km         | 30.35                | 131 giờ (5.44 ngày)                     | Hoạt hoạ về việc bắt giữ Phobos và Deimos. |